# Графен
| Графен                       | Графен                   |
| Общие                        | Общие                    |
| ---------------------------- | ------------------------ |
| Наименование                 | Графен                   |
| Традиционные названия        | Монослой графита         |
| Методы получения             | Механическое расщепление |
| Структура                    |                          |
| Кристаллическая структура    | Гексагональная решётка   |
| Постоянная решётки           | 0,246 нм                 |
| Химические свойства          |                          |
| Химическая формула           | Cn                       |
| Известные соединения         | (CH)n, (CF)n             |
| Электронные свойства         |                          |
| Эффективная масса электронов | 0 me                     |
| Эффективная масса дырок      | 0 me                     |
| Зонная структура             |                          |
| Проводящие свойства          | Полуметалл               |
| Ширина запрещённой зоны      | 0 эВ                     |

Графе́н (англ. graphene) — двумерная аллотропная модификация углерода, образованная слоем атомов углерода толщиной в один атом. Атомы углерода находятся в sp2-гибридизации и соединены посредством σ- и π-связей в гексагональную двумерную кристаллическую решётку. Его можно представить как одну плоскость слоистого графита, отделённую от объёмного кристалла. По оценкам, графен обладает большой механической жёсткостью и рекордно большой теплопроводностью. Высокая подвижность носителей заряда, которая оказывается максимальной среди всех известных материалов (при той же толщине), делает его перспективным материалом для использования в самых различных приложениях, в частности, как будущую основу наноэлектроники и возможную замену кремния в интегральных микросхемах.
Один из существующих в настоящее время способов получения графена в условиях научных лабораторий основан на механическом отщеплении или отшелушивании слоёв графита от высокоориентированного пиролитического графита. Он позволяет получать наиболее качественные образцы с высокой подвижностью носителей. Этот метод не предполагает использования масштабного производства, поскольку это ручная процедура. Другие известные способы — метод термического разложения подложки карбида кремния и xимическое осаждение из газовой фазы — гораздо ближе к промышленному производству. С 2010 года доступны листы графена метрового размера, выращенные с помощью последнего метода.
Из-за особенностей энергетического спектра носителей графен проявляет специфические, в отличие от других двумерных систем, электрофизические свойства. Графен был первым полученным элементарным двумерным кристаллом, но впоследствии были получены другие материалы силицен, фосфорен, германен.
За «передовые опыты с двумерным материалом — графеном» Андрею Гейму и Константину Новосёлову была присуждена Нобелевская премия по физике за 2010 год. В 2013 году Михаил Кацнельсон награждён премией Спинозы за разработку базовой концепции и понятий, которыми оперирует наука в области графена.

## Введение
Графен — первый известный истинно двумерный кристалл. В отличие от более ранних попыток создания двумерных проводящих слоёв, к примеру, двумерный электронный газ (ДЭГ), из полупроводников методом управления шириной запрещённой зоны, электроны в графене локализованы в плоскости гораздо сильнее.
Многообразие химических и физических свойств обусловлено кристаллической структурой и π-электронами атомов углерода, составляющих графен. Широкое изучение материала в университетах и исследовательских лабораториях связано, прежде всего, с доступностью и простотой его приготовления с использованием механического расщепления кристаллов графита. Материалом, проявившим свои уникальные свойства — высокую проводимость и теплопроводность, прочность, гидрофобность, — заинтересовались не только учёные, но и технологи, а также связанные с производством процессоров корпорации IBM, Samsung. Принцип работы транзисторов из графена существенно отличается от принципа работы традиционных полевых кремниевых транзисторов, так как графен имеет запрещённую зону нулевой ширины, и ток в графеновом канале течёт при любом приложенном затворном напряжении, поэтому развиваются иные подходы к созданию транзисторов.
Качество графена для транспортных измерений характеризуется таким параметром, как подвижность, который характеризует силу отклика носителей тока на приложенное электрическое поле. Двумерный электронный газ в полупроводниковых гетероструктурах обладает рекордными подвижностями при температурах ниже 1 K. Графен уступает ДЭГ в GaAs при столь низких температурах, но, так как электрон-фононное рассеяние в графене намного слабее, подвижность достигает 250 000 см2В−1с−1 при комнатной температуре. Эта подвижность представляет собой один из основных параметров, необходимых для создания быстродействующих высокочастотных транзисторов.
Уникальные электронные свойства графена проявляются и в оптике. В частности, графен позволяет глазом «увидеть» постоянную тонкой структуры α, сравнивая интенсивность света, прошедшего через закрытую графеном апертуру и прошедшего свободно. Коэффициент прохождения для графена в области видимого света хорошо описывается простой формулой T ≈ 1−πα ≈ 97,7 %. Постоянная тонкой структуры оказывается связана с величиной кванта сопротивления, измеряемого в Квантовом эффекте Холла. В этом случае точность её настолько высока, что позволяет использовать графен для создания эталона сопротивления, RK = h/e2 = 25 812,807557(18) Ом. Связь между графеном и постоянной тонкой структуры оказывается даже глубже, поскольку динамика электронного газа в графене определяется релятивистским уравнением квантовой механики — уравнением Дирака, — и по существу является твердотельным аналогом (2+1)-мерной квантовой электродинамики. Несколько аналогичных эффектов, предсказанных для квантовой электродинамики, можно наблюдать в графене.
Несмотря на сильное взаимодействие света с графеном, отыскать осаждённые плёнки графена на подложке кремния оказывается трудной задачей. Существуют предпочтительные толщины оксида кремния (90 нм, 290 нм для длин волн видимого света), которые дают максимальный контраст, что существенно упрощает поиск плёнок. Хотя тренированный человек достаточно легко отличает монослой графена от двухслойного графена по контрасту, хорошим доказательством служит также рамановская спектроскопия, выгодно отличающаяся быстротой анализа и чувствительностью к количеству слоёв. Альтернативные методы, такие как определение толщины атомно-силовым микроскопом и идентификация по квантовому эффекту Холла требуют гораздо большего времени.
Методы роста графена на больших площадях отличаются от механических методов однородностью и чистотой процесса. Газофазная эпитаксия углерода на медную фольгу (CVD-графен) позволяет создавать очень однородные поликристаллические плёнки графена с размерами порядка метров. Размер монокристаллов графена составляет сотни микрон. Меньшие кристаллиты получаются при термическом разложении карбида кремния.
Самый непроизводительный метод механического расщепления оказывается наиболее приспособленным для получения высококачественных кристаллов графена, хотя CVD-графен по качеству приближается к нему. Как механический метод, так и выращивание на поверхности другого материала обладают существенными недостатками, в частности, малой производительностью, поэтому технологи изобретают химические методы получения графена из графита для получения из монокристалла графита плёнки, состоящей преимущественно из графеновых слоёв, что существенно продвинет графен на рынке.
Благодаря сильным углеродным ковалентным связям графен инертен по отношению к кислотам и щелочам при комнатной температуре. Однако присутствие определённых химических соединений в атмосфере может приводить к легированию графена, что нашло применение в обладающих рекордной чувствительностью сенсорах — детекторах отдельных молекул.
Для химической модификации с образованием ковалентных связей графена необходимы повышенные температуры и обладающие сильной реакционной способностью вещества. Например, для создания гидрогенизированного графена нужно наличие протонов в плазме газового разряда, для создания фторографена — сильного фторирующего агента дифторида ксенона.
Оба этих материала показали диэлектрические свойства, то есть их сопротивление растёт с понижением температуры. Это обусловлено формированием запрещённой зоны.
Количество публикаций, посвящённых графену, растёт год от года, превысив 10000 в 2012 году. Несмотря на то, что треть статей (доля от общего числа составляет 34 %) публикуется научными учреждениями и фирмами из Европы, главными держателями патентов (из приблизительно 14000 патентов на июль 2014 года) выступают фирмы и университеты Китая (40 %), США (23 %) и Южной Кореи (21 %), а европейская доля составляет 9 %. Среди фирм и университетов Самсунг является лидером по количеству патентов.

## История открытия

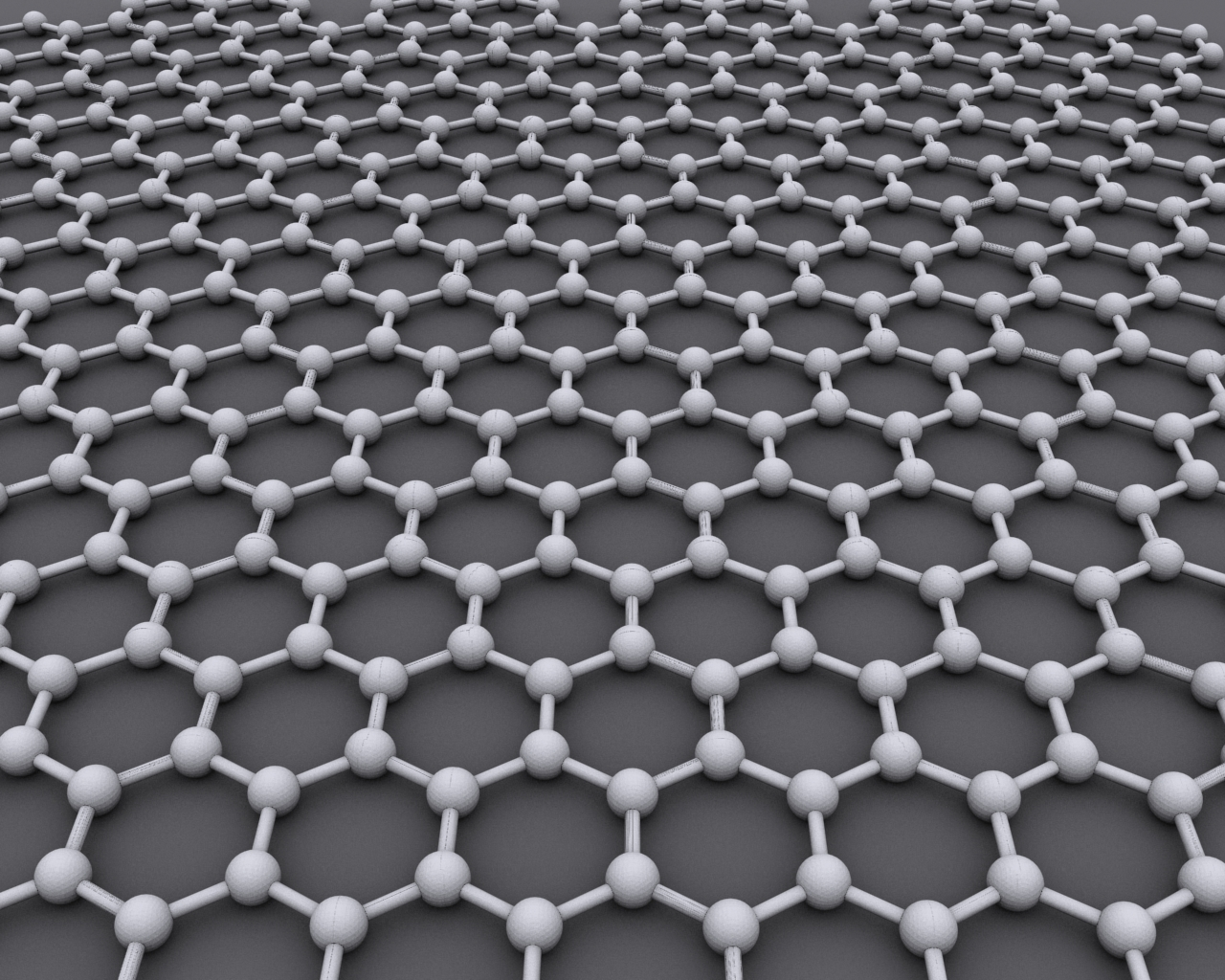
Рис. 1. Идеальная кристаллическая структура графена представляет собой гексагональную кристаллическую решётку

Графен является двумерным кристаллом, состоящим из одиночного слоя атомов углерода, собранных в гексагональную решётку. Его теоретическое исследование началось задолго до получения реальных образцов материала, поскольку из графена можно собрать трёхмерный кристалл графита. Графен является базой для построения теории этого кристалла. Графит является полуметаллом, и, как было показано в 1947 году Ф. Уоллесом, в зонной структуре графена также отсутствует запрещённая зона, причём в точках соприкосновения валентной зоны и зоны проводимости энергетический спектр электронов и дырок линеен как функция волнового вектора. Такого рода спектром обладают безмассовые фотоны и ультрарелятивистские частицы, а также нейтрино. Поэтому говорят, что эффективная масса электронов и дырок в графене вблизи точки соприкосновения зон равна нулю. Несмотря на сходство фотонов и безмассовых носителей, у графена есть несколько существенных отличий, делающих носители в нём уникальными по своей физической природе, а именно: электроны и дырки являются фермионами, и они заряжены. В настоящее время аналогов для этих безмассовых заряженных фермионов среди известных элементарных частиц нет.
Несмотря на такие специфические особенности, до 2005 года экспериментального подтверждения эти выводы не получили, поскольку не удавалось получить графен. Кроме того, ещё раньше было теоретически показано, что свободную идеальную двумерную плёнку получить невозможно из-за нестабильности относительно сворачивания или скручивания. Тепловые флуктуации приводят к плавлению двумерного кристалла при любой конечной температуре.
Интерес к графену появился снова после открытия углеродных нанотрубок, поскольку вся первоначальная теория графена строилась на простой модели развёртки цилиндра нанотрубки. Поэтому теория для графена в приложении к нанотрубкам хорошо проработана.
Попытки получения графена, прикреплённого к другому материалу, начались с экспериментов, использующих простой карандаш, и продолжились с использованием атомно-силового микроскопа для механического удаления слоёв графита, но не достигли успеха. Использование графита с внедрёнными (интеркалированный графит — соединения, подобные графитиду калия KC8) в межплоскостное пространство чужеродными атомами (используется для увеличения расстояния между соседними слоями и их расщепления) тоже не привело к результату.
В 2004 году британскими учёными российского происхождения Андреем Геймом и Константином Новоселовым из Манчестерского университета была опубликована работа в журнале Science, где сообщалось о получении графена на подложке окислённого кремния. Таким образом, стабилизация двумерной плёнки достигалась благодаря наличию связи с тонким слоем диэлектрика SiO2 по аналогии с тонкими плёнками, выращенными с помощью МПЭ. Впервые были измерены проводимость, эффект Шубникова — де Гааза, эффект Холла для образцов, состоящих из плёнок углерода атомарной толщины.
Метод отшелушивания является довольно простым и гибким, поскольку позволяет работать со всеми слоистыми кристаллами, то есть теми материалами, которые представляются как слабосвязанные (по сравнению с силами в плоскости) слои двумерных кристаллов. В последующей работе авторы показали, что его можно использовать для получения других двумерных кристаллов: BN, MoS2, NbSe2, Bi2Sr2CaCu2Ox.
В 2011 году ученые из Национальной радиоастрономической обсерватории объявили, что им, вероятно, удалось зарегистрировать графен в космическом пространстве (планетарные туманности в Магеллановых облаках).

## Получение

Рис. 2. Слои интеркалированного графита можно легко отделить друг от друга

Кусочки графена получают при механическом воздействии на высокоориентированный пиролитический графит или киш-графит. Сначала плоские куски графита помещают между липкими лентами (скотч) и расщепляют раз за разом, создавая достаточно тонкие слои (среди множества полученных плёнок могут попадаться одно- и двуслойные, которые и представляют интерес). После отшелушивания скотч с тонкими плёнками графита прижимают к подложке окислённого кремния. При этом трудно получить плёнку определённого размера и формы в фиксированных частях подложки (горизонтальные размеры плёнок составляют обычно около 10 мкм). Найденные с помощью оптического микроскопа слабо различимые (при толщине диэлектрика 300 нм) плёнки подготавливают для измерений. Толщину можно определить с помощью атомно-силового микроскопа (она может варьироваться в пределах 1 нм для графена) или используя комбинационное рассеяние. Используя стандартную электронную литографию и реактивное плазменное травление, задают форму плёнки для электрофизических измерений.
Кусочки графена также можно приготовить из графита, используя химические методы. Сначала микрокристаллы графита подвергаются действию смеси серной и азотной кислот. Графит окисляется, и на краях образца появляются карбоксильные группы графена. Их превращают в хлориды при помощи тионилхлорида. Затем под действием октадециламина в растворах тетрагидрофурана, тетрахлорметана и дихлорэтана они переходят в графеновые слои толщиной 0,54 нм. Этот химический метод не единственный, и, меняя органические растворители и химикаты, можно получить нанометровые слои графита.
Один из химических методов получения графена основан на восстановлении оксида графита. Первое упоминание о получении хлопьев восстановленного монослойного оксида графита (оксида графена) было уже в 1962 году.
Следует упомянуть ещё два метода: радиочастотное плазмохимическое осаждение из газовой фазы (англ. PECVD) и рост при высоком давлении и температуре (англ. HPHT). Последний можно использовать для получения плёнок большой площади.
Большую площадь графена растят на подложках карбида кремния SiC(0001). Графитовая плёнка формируется при термическом разложении поверхности подложки SiC, причём качество выращенной плёнки зависит от того, какая стабилизация у кристалла: C-стабилизированная или Si-стабилизированная поверхность — в первом случае качество плёнок выше. Этот метод получения графена гораздо ближе к промышленному производству. В работах та же группа исследователей показала, что, несмотря на то, что толщина слоя графита составляет больше одного монослоя, в проводимости участвует только один слой в непосредственной близости от подложки, поскольку на границе SiC-C из-за разности работ выхода двух материалов образуется нескомпенсированный заряд. Свойства такой плёнки оказались эквивалентны свойствам графена.

## Дефекты
Идеальный графен состоит исключительно из шестиугольных ячеек. Присутствие пяти- и семиугольных ячеек будет приводить к различного рода дефектам. Например, дефект Стоуна — Уэйлса возникает в случае пересоединения углеродных связей и в результате формируются два пятиугольных цикла и два семиугольных.
Наличие пятиугольных ячеек приводит к сворачиванию атомной плоскости в конус. Структура с 12 такими дефектами известна под названием фуллерен. Присутствие семиугольных ячеек приводит к образованию седловидных искривлений атомной плоскости. Комбинация этих дефектов и нормальных ячеек может приводить к образованию различных форм поверхности.

## Возможные применения
На основе графена можно сконструировать баллистический транзистор. В марте 2006 года группа исследователей из технологического института штата Джорджия заявила, что ими был получен полевой транзистор на графене выращенном на подложке карбида кремния (то есть на большой площади), а также квантово-интерференционный прибор, то есть измерили слабую локализацию и универсальные флуктуации кондактанса. Данный транзистор обладает большим током утечки, то есть нельзя разделить два состояния с закрытым и открытым каналом.
Использовать напрямую графен при создании полевого транзистора без токов утечки не представляется возможным из-за отсутствия запрещённой зоны в этом материале, поскольку нельзя добиться существенной разности в сопротивлении при любых приложенных к затвору напряжениях, то есть не получается задать два состояния, пригодных для двоичной логики: проводящее и непроводящее. Сначала нужно как-то создать запрещённую зону достаточной ширины при рабочей температуре, чтобы термически возбуждённые носители давали малый вклад в проводимость. Один из возможных способов предложен в работе (см. ссылку). В этой статье предлагается создать тонкие полоски графена с такой шириной, чтобы благодаря квантово-размерному эффекту ширина запрещённой зоны была достаточной для перехода в диэлектрическое состояние (закрытое состояние) прибора при комнатной температуре (28 мэВ соответствует ширине полоски 20 нм). Благодаря высокой подвижности (значительно большей при комнатной температуре, чем подвижность в кремнии, используемом в микроэлектронике) 104 см²·В−1·с−1 быстродействие такого транзистора будет заметно выше. Впрочем при уменьшении размеров до определённого размера (порядка 10 нм) подвижность должна уменьшаться в связи с дефектами графена на границах, что и было продемонстрировано в экспериментах, но при дальнейшем уменьшении размеров теоретические исследования говорят о достижении баллистического транспорта и соответственно росте подвижности и быстродействия. Графеновые транзисторы с коротким каналом (около 50 нм) обладают частотой отсечки 427 ГГц.
В статье и продемострировали использование графена в качестве очень чувствительного сенсора для обнаружения отдельных молекул химических веществ, присоединённых к поверхности плёнки. В этой работе исследовались такие вещества, как NH3, CO, H2O, NO2. Сенсор размером 1 × 1 мкм2 использовался для детектирования присоединения отдельных молекул NO2 к графену. Принцип действия этого сенсора заключается в том, что разные молекулы выступают донорами и акцепторами, что в свою очередь ведёт к изменению сопротивления графена. В работе теоретически исследуется влияние различных использованных в отмеченном выше эксперименте примесей на проводимость графена. В работе было показано, что примеси, молекулы которых имеют магнитный момент (неспаренный электрон), обладают более сильными легирующими свойствами.
Высокая подвижность носителей тока, гибкость и низкая плотность позволяет использовать графен в ещё одной перспективной области — использование для изготовления электродов в ионисторах (суперконденсаторах). Опытные образцы ионисторов на графене имеют удельную энергоёмкость 32 Вт·ч/кг, сравнимую с таковой для свинцово-кислотных аккумуляторов (30—40 Вт·ч/кг) и впоследствии можно достичь 250 Вт·ч/кг.
Отсутствие запрещённой зоны имеет преимущества над полупроводниками в инфракрасной области спектра, что продемонстрировали при создании новых типов светодиодов и фотодетекторов на основе графена (LEC).

## Токсичность
В 2016 году был опубликован обзор токсичности графена, суммирующий in vitro, in vivo эффекты воздействия графена на микрорганизмы и окружающую среду.
Другой обзор, опубликованный в 2016 году, был посвящен «наноматериалам семейства графена» (GFN) и выявил несколько типичных механизмов, таких как физическое разрушение, окислительный стресс, повреждение ДНК, воспалительная реакция, апоптоз, аутофагия и некроз
.
Исследование 2020 года показало, что токсичность графена зависит от нескольких факторов, таких как форма, размер, чистота, этапы постпроизводственной обработки, окислительное состояние, функциональные группы, состояние дисперсии, методы синтеза, путь и доза введения, а также время воздействия.
В 2014 году исследования в Университете Стоуни-Брук показали, что графеновые наноленты, графеновые нанопластинки и графеновые нанолуковицы нетоксичны при концентрациях до 50 мкг/мл. Эти наночастицы не изменяют дифференциацию стволовых клеток костного мозга человека в остеобласты (кость) или адипоциты (жир), что позволяет предположить, что в низких дозах графеновые наночастицы безопасны для биомедицинских применений.
В 2013 году исследования в Университете Брауна показали, что 10 мкм многослойные графеновые хлопья могут прокалывать клеточные мембраны в растворе. Было замечено, что они сначала проникают через острые и зазубренные точки, позволяя графену проникать в клетку. Физиологические эффекты этого остаются неизвестными, и это остается относительно неизученной областью.

## Физика
Физические свойства нового материала можно изучать по аналогии с другими подобными материалами. В настоящее время экспериментальные и теоретические исследования графена сосредоточены на стандартных свойствах двумерных систем: проводимости, квантовом эффекте Холла, слабой локализации и других эффектах, исследованных ранее в двумерном электронном газе.

### Теория
В этом параграфе кратко описываются основные положения теории, некоторые из которых получили экспериментальное подтверждение, а некоторые ещё ждут верификации.

#### Кристаллическая структура

Рис. 3. Изображение гексагональной решётки графена. Жёлтым цветом показана элементарная ячейка, красным и зелёным цветами показаны узлы различных подрешёток кристалла. e_{1} и e_{2} — вектора трансляций

Кристаллическая решётка графена представляет собой плоскость, состоящую из шестиугольных ячеек, то есть является двумерной гексагональной кристаллической решёткой. Для такой решётки известно, что её обратная решётка тоже будет гексагональной. В элементарной ячейке кристалла находятся два атома, обозначенные A и B. Каждый из этих атомов при сдвиге на вектора трансляций (любой вектор вида {\displaystyle \mathbf {r} _{A}=m\mathbf {e} _{1}+n\mathbf {e} _{2}}, где m и n — любые целые числа) образует подрешётку из эквивалентных ему атомов, то есть свойства кристалла независимы от точек наблюдения, расположенных в эквивалентных узлах кристалла. На рисунке 3 представлены две подрешётки атомов, закрашенные разными цветами: зелёным и красным.
Расстояние между ближайшими атомами углерода в шестиугольниках, обозначенное {\displaystyle a_{0}}, составляет 0,142 нм. Постоянную решётки ({\displaystyle a}) можно получить из простых геометрических соображений. Она равна {\displaystyle a={\sqrt {3}}a_{0}}, то есть 0,246 нм. Если определить за начало координат точку, соответствующую узлу кристаллической решётки (подрешётка A), из которой начинаются векторы трансляций {\displaystyle \mathbf {e} _{1},\,\mathbf {e} _{2}} с длиной векторов, равной {\displaystyle a,} и ввести двумерную декартову систему координат в плоскости графена с осью ординат, направленной вниз, и осью абсцисс, направленной по отрезку, соединяющему соседние узлы A и B, то тогда координаты концов векторов трансляций, начинающихся из начала координат, запишутся в виде:
{\displaystyle \mathbf {e} _{1}=[{\sqrt {3}}a/2,-a/2],\,\mathbf {e} _{2}=[0,a],\qquad (1.1)}
а соответствующие им векторы обратной решётки:
{\displaystyle \mathbf {g} _{1}=[2/({\sqrt {3}}a),0],\,\mathbf {g} _{2}=[1/({\sqrt {3}}a),1/a]\qquad (1.2)}
(без множителя {\displaystyle 2\pi }). В декартовых координатах положение ближайших к узлу подрешётки A (все атомы которой на рисунке 3 показаны красным) в начале координат атомов из подрешётки B (показаны соответственно зелёным цветом) задаётся в виде:
{\displaystyle [a/{\sqrt {3}},0],\,[-a/(2{\sqrt {3}}),a/2],\,[-a/(2{\sqrt {3}}),-a/2].\qquad (1.3)}

#### Зонная структура
Кристаллическая структура материала находит отражение во всех его физических свойствах. В особенности сильно от порядка, в котором расположены атомы в кристаллической решётке, зависит зонная структура кристалла.

Рис. 4: Ближайшие атомы в окружении центрального узла (A) решётки. Красная пунктирная окружность соответствует ближайшим соседям из той же самой подрешётки кристалла (A), а зелёная окружность соответствует атомам из второй подрешётки кристалла (B)

Зонная структура графена рассчитана в статье в приближении сильно связанных электронов. На внешней оболочке атома углерода находятся 4 электрона, три из которых образуют связи с соседними атомами в решётке при перекрывании sp²-гибридизированных орбиталей, а оставшийся электрон находится в 2pz-состоянии (именно это состояние отвечает в графите за образование межплоскостных связей, а в графене — за образование энергетических зон). В приближении сильно связанных электронов полная волновая функция всех электронов кристалла записывается в виде суммы волновых функций электронов из разных подрешёток
{\displaystyle \psi =\phi _{1}+\lambda \phi _{2},\qquad (2.1)}
где коэффициент λ — некий неизвестный (вариационный) параметр, который определяется из минимума энергии. Входящие в уравнение волновые функции {\displaystyle \phi _{1}} и {\displaystyle \phi _{2}} записываются в виде суммы волновых функций отдельных электронов в различных подрешётках кристалла
{\displaystyle \phi _{1}=\sum _{A}e^{2\pi i\mathbf {k} \cdot \mathbf {r} _{A}}X(\mathbf {r} -\mathbf {r} _{A}),\qquad (2.2)}
{\displaystyle \phi _{2}=\sum _{B}e^{2\pi i\mathbf {k} \cdot \mathbf {r} _{B}}X(\mathbf {r} -\mathbf {r} _{B}).\qquad (2.3)}
Здесь {\displaystyle \mathbf {r} _{A}} и {\displaystyle \mathbf {r} _{B}} — радиус-векторы, направленные на узлы кристаллической решётки, а {\displaystyle X(\mathbf {r} -\mathbf {r} _{A})} и {\displaystyle X(\mathbf {r} -\mathbf {r} _{B})} — волновые функции электронов, локализованных вблизи этих узлов.
В приближении сильно связанных электронов интеграл перекрытия ({\displaystyle \gamma _{0}}), то есть сила взаимодействия, быстро спадает на межатомных расстояниях. Другими словами — взаимодействие волновой функции центрального атома с волновыми функциями атомов, расположенных на зелёной окружности (см. рис. 4), вносит основной вклад в формирование зонной структуры графена.
Энергетический спектр электронов в графене имеет вид (здесь учтены только ближайшие соседи, координаты которых задаются по формуле (1.3))
{\displaystyle E=\pm \gamma _{0}{\sqrt {1+4\cos ^{2}{\pi k_{y}a}+4\cos {\pi k_{y}a}\cos {\pi k_{x}{\sqrt {3}}a}}},\qquad (2.4)}
где знак «+» соответствует электронам, а «-» — дыркам.

#### Линейный закон дисперсии

Рис. 5. Изолинии постоянной энергии (формула (2.4)). Жирный чёрный шестиугольник — первая зона Бриллюэна. Показаны также красные окружности на краях первой зоны Бриллюэна, где закон дисперсии носителей линеен. K и K' обозначают две долины в k-пространстве с неэквивалентными волновыми векторами

В статье, опубликованной в 2005 году, было показано, что электрические заряды в графене ведут себя как релятивистские частицы с нулевой эффективной массой. Эти частицы, известные как безмассовые фермионы Дирака, описываются уравнением Дирака, хотя в эффекте Шубникова — де Гааза (осцилляции магнетосопротивления) наблюдаемые осцилляции соответствуют конечной циклотронной массе. Так как закон дисперсии для носителей идентичен закону для безмассовых частиц, графен может выступать в качестве экспериментальной лаборатории для квантовой электродинамики.
Линейный закон дисперсии для квазичастиц в твёрдом теле не является чем-то особенным. Безмассовые элементарные возбуждения наблюдаются на поверхности топологических изоляторов. Существуют трёхмерные материалы с линейным законом дисперсии, например, дираковский полуметалл (Cd3As2), который с случае нарушения инверсии либо симметрии по отношению к обращению времени становится вейлевским полуметаллом (TaAs).
Из уравнения (2.4) следует, что вблизи точек соприкосновения валентной зоны и зоны проводимости (K и K') закон дисперсии для носителей (электронов) в графене представляется в виде:
{\displaystyle E=\hbar v_{F}k,\qquad (3.1)}
где {\displaystyle v_{F}} — скорость Ферми (экспериментальное значение {\displaystyle v_{F}} =106 м/с), {\displaystyle k} — модуль волнового вектора в двумерном пространстве с компонентами {\displaystyle (k_{x},\,k_{y}),} отсчитанного от K или K' точек Дирака, {\displaystyle \hbar } — постоянная Планка. Такого рода спектром обладает фотон, поэтому говорят, что квазичастицы (электроны и дырки, энергия для которых выражается формулой {\displaystyle E=\pm \hbar v_{F}k}) в графене обладают нулевой эффективной массой. Скорость Ферми {\displaystyle v_{F}} играет роль «эффективной» скорости света. Так как электроны и дырки — фермионы, то они должны описываться уравнением Дирака, но с нулевой массой частиц и античастиц (аналогично уравнениям для безмассовых нейтрино). Кроме того, так как графен — двухдолинный полуметалл, то уравнение Дирака должно быть модифицировано для учёта электронов и дырок из разных долин (K, K'). В итоге мы получим восемь дифференциальных уравнений первого порядка, которые включают такие характеристики носителей, как принадлежность к определённой подрешётке (A, B) кристалла, нахождение в долине (K, K') и проекцию спина. Решения этих уравнений описывают частицы с положительной энергией (электроны) и античастицы с отрицательной энергией (дырки). Обычно спин электрона не принимают во внимание (когда отсутствуют сильные магнитные поля), и гамильтониан уравнения Дирака записывается в виде:
{\displaystyle H_{0}=-i\hbar v\left({\begin{array}{cc}\mathbf {\sigma } \mathbf {\nabla } &0\\0&\mathbf {\sigma ^{*}\nabla } \\\end{array}}\right),\qquad (3.2a)}
где {\displaystyle \mathbf {\sigma } =(\mathbf {\sigma } _{x},\mathbf {\sigma } _{y})} — вектор-строка, состоящий из матриц Паули. В развёрнутом виде
{\displaystyle H_{0}=-i\hbar v\left({\begin{array}{cccc}0&\nabla _{x}-i\nabla _{y}&0&0\\\nabla _{x}+i\nabla _{y}&0&0&0\\0&0&0&\nabla _{x}+i\nabla _{y}\\0&0&\nabla _{x}-i\nabla _{y}&0\\\end{array}}\right).\qquad (3.2b)}
Линейный закон дисперсии приводит к линейной зависимости плотности состояний от энергии, в отличие от обычных двумерных систем с параболическим законом дисперсии, где плотность состояний не зависит от энергии. Плотность состояний в графене задаётся стандартным способом
{\displaystyle N=g_{s}g_{v}\int {\frac {dk_{x}dk_{y}}{(2\pi )^{2}}}=g_{s}g_{v}\int {\frac {2\pi kdk}{(2\pi )^{2}}}=\int {{\frac {g_{s}g_{v}|E|}{2\pi \hbar ^{2}v_{F}^{2}}}dE},\qquad (3.3)}
где выражение под интегралом и есть искомая плотность состояний (на единицу площади):
{\displaystyle \nu (E)={\frac {g_{s}g_{v}}{2\pi \hbar ^{2}v_{F}^{2}}}|E|,\qquad (3.4)}
где {\displaystyle g_{s}} и {\displaystyle g_{v}} — спиновое и долинное вырождение соответственно, а модуль энергии появляется, чтобы описать электроны и дырки одной формулой. Отсюда видно, что при нулевой энергии плотность состояний равна нулю, то есть отсутствуют носители (при нулевой температуре).
Концентрация электронов задаётся интегралом по энергии
{\displaystyle n=\int \limits _{0}^{\infty }{\frac {\nu (E)dE}{1+\exp {\left({\frac {E-E_{F}}{kT}}\right)}}},\qquad (3.5)}
где {\displaystyle E_{F}} — уровень Ферми. Если температура мала по сравнению с уровнем Ферми, то можно ограничиться случаем вырожденного электронного газа
{\displaystyle n=\int \limits _{0}^{E_{F}}{\frac {g_{s}g_{v}EdE}{2\pi \hbar ^{2}v_{F}^{2}}}={\frac {g_{s}g_{v}}{2\pi \hbar ^{2}v_{F}^{2}}}{\frac {E_{F}^{2}}{2}}.\qquad (3.6)}
Концентрацией носителей управляют с помощью затворного напряжения. Они связаны простым соотношением {\displaystyle n=7{,}2\cdot 10^{14}V_{g}} при толщине диэлектрика 300 нм. При такой толщине эффектами квантовой ёмкости можно пренебречь, хотя при уменьшении расстояния до затвора в десять раз концентрация уже не будет линейной функцией приложенного напряжения.
Здесь также следует обратить внимание на тот факт, что появление линейного закона дисперсии при рассмотрении гексагональной решётки не является уникальной особенностью для данного типа кристаллической структуры, а может появляться и при существенном искажении решётки вплоть до квадратной решётки.

#### Эффективная масса
Благодаря линейному закону дисперсии эффективная масса электронов и дырок в графене равна нулю. Но в магнитном поле возникает другая масса, связанная с движением электрона по замкнутым орбитам и называемая циклотронной массой. Связь между циклотронной массой и энергетическим спектром для носителей в графене получается из следующего рассмотрения. Энергия уровней Ландау для уравнения Дирака задаётся в виде
{\displaystyle E_{LL}={\sqrt {2e\hbar v_{F}^{2}B\left(N+1/2\pm 1/2\right)}},\qquad (4.1)}
где «±» соответствует псевдоспиновому расщеплению. Плотность состояний в графене осциллирует как функция обратного магнитного поля, и её частота равна
{\displaystyle B_{F}={\frac {\hbar }{2\pi e}}S(E),\qquad (4.2)}
где {\displaystyle S(E)=\pi k^{2}} — площадь орбиты в пространстве волновых векторов на уровне Ферми. Осциллирующий характер плотности состояний приводит к осцилляциям магнетосопротивления, что эквивалентно эффекту Шубникова — де Гааза в обычных двумерных системах. Исследуя температурную зависимость амплитуды осцилляций, находят циклотронную массу носителей.
Из периода осцилляций также можно определить концентрацию носителей
{\displaystyle B_{F}={\frac {h}{4e}}n.\qquad (4.3)}
Циклотронная масса связана с площадью орбиты следующим соотношением
{\displaystyle m_{c}={\frac {\hbar ^{2}}{2\pi }}{\frac {\partial S(E)}{\partial E}}.\qquad (4.4)}
Если принять во внимание линейный закон дисперсии для носителей в графене (3.1), то зависимость циклотронной эффективной массы от концентрации задаётся формулой
{\displaystyle m_{c}={\frac {\hbar k_{F}}{v_{F}}}={\frac {E}{v_{F}^{2}}}=\left({\frac {h^{2}n}{4\pi v_{F}^{2}}}\right)^{1/2}.\qquad (4.5)}
Согласие этой корневой зависимости с экспериментальными результатами стало доказательством линейности закона дисперсии в графене.

#### Хиральность ипарадокс Клейна
Рассмотрим часть гамильтониана для долины K (см. формулу (3.2)):
{\displaystyle H_{0}^{K}=-i\hbar v\mathbf {\sigma } \mathbf {\nabla } .\qquad (5.1)}
Матрицы Паули здесь не имеют отношения к спину электрона, а отражают вклад двух подрешёток в формирование двухкомпонентной волновой функции частицы. Матрицы Паули являются операторами псевдоспина по аналогии со спином электрона. Данный гамильтониан полностью эквивалентен гамильтониану для нейтрино, и, как и для нейтрино, существует сохраняющаяся величина проекции спина (псевдоспина для частиц в графене) на направление движения — величина, называемая спиральностью (хиральностью). Для электронов хиральность положительна, а для дырок — отрицательна. Сохранение хиральности в графене приводит к такому явлению, как парадокс Клейна. В квантовой механике с этим явлением связано нетривиальное поведение коэффициента прохождения релятивистской частицей потенциальных барьеров, высота которых больше, чем удвоенная энергия покоя частицы. Частица более легко преодолевает более высокий барьер. Для частиц в графене можно построить аналог парадокса Клейна с той разницей, что не существует массы покоя. Можно показать, что электрон преодолевает с вероятностью, равной единице, любые потенциальные барьеры при нормальном падении на границу раздела. Если падение происходит под углом, то существует некоторая вероятность отражения. Например, обычный p-n переход в графене является таким преодолимым барьером. В целом парадокс Клейна приводит к тому, что частицы в графене трудно локализовать, что в свою очередь приводит, например, к высокой подвижности носителей в графене. В работе впервые продемонстрирована квантовая точка из графена и измерена кулоновская блокада при 0,3 К.
В графене отсутствует вигнеровская кристаллизация.

### Эксперимент
Подвижность носителей тока в графене оказалась настолько высокой, что материал с самого начала исследовался на наличие эффектов, наблюдаемых в двумерном электронном газе, и если такие эффекты, как баллистический транспорт и квантовый эффект Холла, при комнатной температуре обнаружили, то квантовое сопротивление в одномерных каналах не наблюдали из-за отсутствия запрещённой зоны.

#### Проводимость
Теоретически показано, что основное ограничение на подвижность электронов и дырок в графене (на Si подложке) возникает из-за заряженных примесей в диэлектрике (SiO2), поэтому было предложено создавать свободновисящие плёнки графена, что должно увеличить подвижность до рекордных значений 2⋅106 см²·В−1·c−1. В одной из первых работ максимальная достигнутая подвижность составила 2⋅105 см²·В−1·c−1; она была получена в шестиконтактном образце, подвешенном над слоем диэлектрика на высоте 150 нм (часть диэлектрика была удалена с помощью жидкостного травителя). Образец с толщиной в один атом поддерживался при помощи широких контактов. Для улучшения подвижности образец подвергался очистке от примесей на поверхности посредством пропускания тока, который нагревал весь образец до 900 К в высоком вакууме.
Идеальную двумерную плёнку в свободном состоянии нельзя получить из-за её термодинамической нестабильности. Но если в плёнке будут дефекты или она будет деформирована в пространстве (в третьем измерении), то такая «неидеальная» плёнка может существовать без контакта с подложкой. В эксперименте с использованием просвечивающего электронного микроскопа было показано, что свободные плёнки графена существуют и образуют поверхность сложной волнистой формы, с латеральными размерами пространственных неоднородностей около 5—10 нм и высотой 1 нм. В статье было показано, что можно создать свободную от контакта с подложкой плёнку, закреплённую с двух краёв, образуя, таким образом, наноэлектромеханическую систему. В данном случае подвешенный графен можно рассматривать как мембрану, изменение частоты механических колебаний которой предлагается использовать для детектирования массы, силы и заряда, то есть использовать в качестве высокочувствительного сенсора.
Подложка кремния с диэлектриком, на котором покоится графен, должна быть сильно легирована, чтобы её можно было использовать в качестве обратного затвора, при помощи которого можно управлять концентрацией и даже изменять тип проводимости. Поскольку графен является полуметаллом, то приложение положительного напряжения к затвору приводит к электронной проводимости графена, и напротив — если приложить отрицательное напряжение, то основными носителями станут дырки, поэтому в принципе нельзя обеднить полностью графен от носителей. Заметим, что если графит состоит из нескольких десятков слоёв, то электрическое поле достаточно хорошо экранировано, как и в металлах, огромным количеством носителей в полуметалле.
В идеальном случае, когда отсутствует легирование и затворное напряжение равно нулю, не должно быть носителей тока (см. плотность состояний), что, если следовать наивным представлениям, должно приводить к отсутствию проводимости. Но, как показывают эксперименты и теоретические работы, вблизи дираковской точки или точки электронейтральности для дираковских фермионов существует конечное значение проводимости, хотя величина минимальной проводимости зависит от метода расчёта. Эта идеальная область не изучена просто потому, что нет достаточно чистых образцов. В действительности все плёнки графена соединены с подложкой, и это приводит к неоднородностям, флуктуациям потенциала, что ведёт к пространственной неоднородности типа проводимости по образцу, поэтому в точке электронейтральности концентрация носителей не меньше, чем 108 см−2. Здесь проявляется отличие от обычных систем с двумерным электронным или дырочным газом, а именно — отсутствует переход металл-диэлектрик.
Существуют подложки, которые имеют меньше дефектов и примесей чем оксид кремния. К ним относится гексогональный нитрид бора, который имеет гексогональную решётку и получается из кристаллов методом отшелушивания как и графен. В этом случае графен нужно перенести на такую подложку, избавиться от примесей методом отжига в вакууме или Ar+H2 атмосфере. Такие графеновые образцы имеют высокую подвижность при комнатной температуре и в них может наблюдаться баллистический транспорт.

#### Квантовый эффект Холла

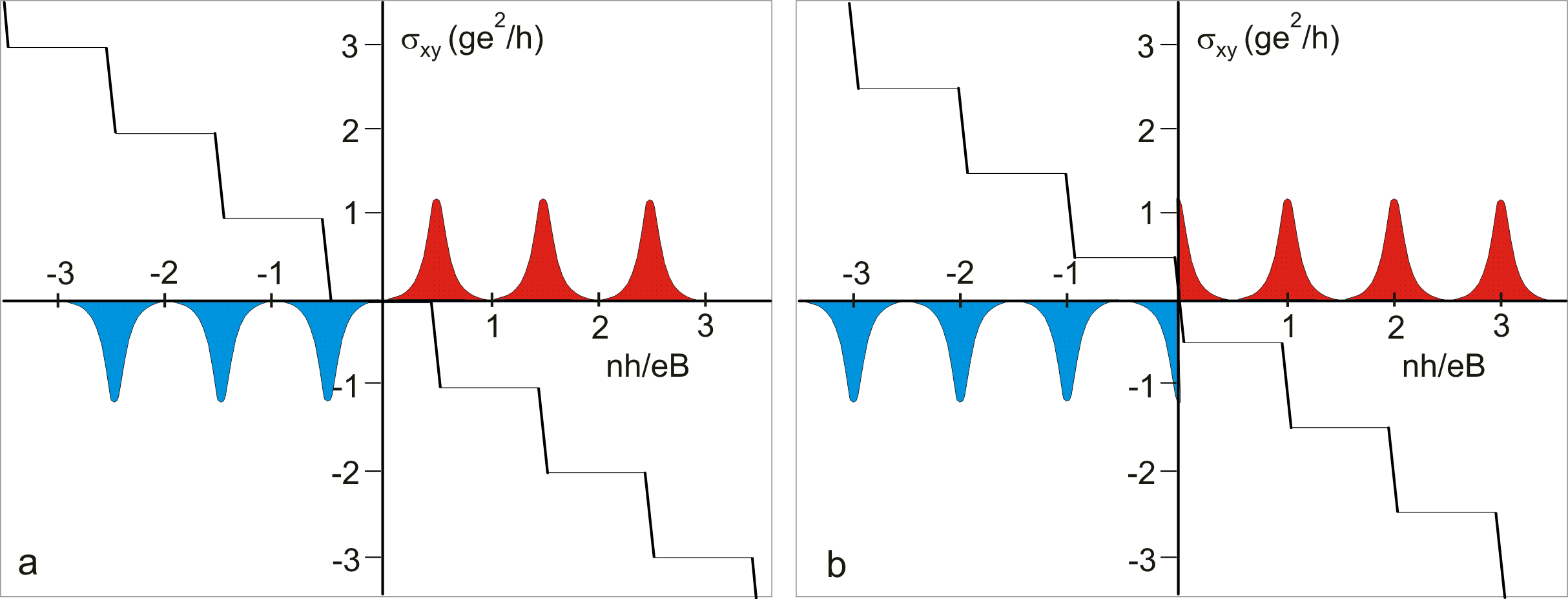
Рис. 6. a) Квантовый эффект Холла в обычной двумерной системе. b) Квантовый эффект Холла в графене. — вырождение спектра

Впервые аномальный (англ. unconventional) КЭХ или полуцелый квантовый эффект Холла наблюдали в 2005 году в работах, где было показано, что носители в графене действительно обладают нулевой эффективной массой, поскольку положения плато на зависимости недиагональной компоненты тензора проводимости соответствовали полуцелым значениям холловской проводимости {\displaystyle \nu =\pm (|n|+1/2)} в единицах {\displaystyle 4e^{2}/h} (множитель 4 появляется из-за четырёхкратного вырождения энергии), то есть {\displaystyle \sigma _{xy}=\pm (|n|+1/2)4e^{2}/h.} Это квантование согласуется с теорией квантового эффекта Холла для дираковских фермионов. Сравнение целочисленного квантового эффекта Холла в обычной двумерной системе и графене см. на рисунке 6. Здесь показаны уширенные уровни Ландау для электронов (выделение красным цветом) и для дырок (синий цвет). Если уровень Ферми находится между уровнями Ландау, то на зависимости холловской проводимости {\displaystyle \sigma _{xy}} наблюдается ряд плато. Эта зависимость отличается от обычных двумерных систем (аналогом может служить двумерный электронный газ в кремнии, который является двухдолинным полупроводником в плоскостях, эквивалентных {100}, то есть тоже обладает дополнительным четырёхкратным вырождением уровней, и холловские плато наблюдаются при {\displaystyle \nu =4|n|}).
Квантовый эффект Холла (КЭХ) может использоваться как эталон сопротивления, потому что численное значение наблюдаемого в графене плато, равное {\displaystyle h/2e^{2},} воспроизводится с хорошей точностью, хотя качество образцов уступает высокоподвижному ДЭГ в GaAs и, соответственно, точности квантования. Преимущество КЭХ в графене в том, что он наблюдается при комнатной температуре (в магнитных полях свыше 20 Т). Основное ограничение на наблюдение КЭХ при комнатной температуре накладывает не размытие распределения Ферми — Дирака, а рассеяние носителей на дефектах, что приводит к уширению уровней Ландау. Наблюдения КЭХ возможно благодаря большой циклотронной энергии, при которой температурное размытие функции распределения Ферми — Дирака меньше этой энергии {\displaystyle E_{N}={\sqrt {2Ne\hbar v_{F}^{2}B}},\,N=0,1,..} (это расстояние между первым и нулевым уровнями Ландау равно 1200 K при магнитном поле 9 Т).

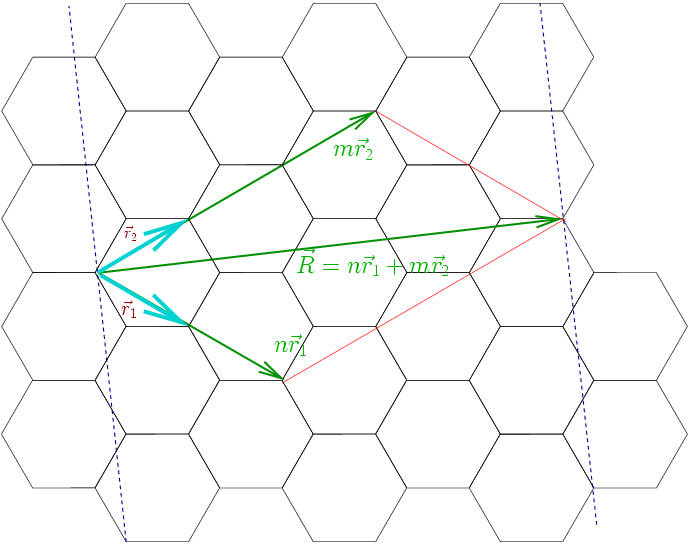
Рис. 7. Для получения нанотрубки (n, m) графитовую плоскость надо разрезать по направлениям пунктирных линий и свернуть вдоль направления вектора R. При сворачивании однослойного графена в цилиндр получается одностенная нанотрубка. В зависимости от конкретной схемы сворачивания графитовой плоскости, нанотрубки могут обладать или металлическими, или полупроводниковыми свойствами.

## Финансирование исследований
В последней программе финансирования науки ЕС Горизонт 2020 принятой на период с 2014 года по 2020 год повышенное внимание уделено будущим и возникающим технологиям. Один из двух флагманских проектов «Графен» получил финансирование в размере одного миллиарда евро. Консорциум объединяет 23 страны (в основном из Европы) и 142 научно-исследовательских коллективов и промышленных партнёров.
В городе Манчестере в 2015 году заработал Национальный графеновый институт, строительство которого профинансировали Европейский фонд регионального развития и правительство Великобритании. Основной целью создания института является ускорение разработки приложений графена и их коммерциализации в виду существенного отставания Великобритании и в целом Европы от Китая, Южной Кореи и США в разработках и патентовании графеновых технологий.
В 2014 году университет г. Манчестера анонсировал строительство Графенового инженерного инновационного центра в рамках программы превращения Манчестера в «графеновый город». Финансирует строительство правительство Великобритании и компания из Абу-Даби «Masdar». Совместно с другими исследовательскими центрами планируется упростить разработку и выход на рынок товаров, основанных на графеновых технологиях.
В России первая установка по промышленному производству чистого графена с производительностью несколько сотен килограмм графена в месяц создана в Институте графена в Москве.

## Двухслойный графен
Двухслойный графен — это другая двумерная аллотропная модификация углерода, состоящая из двух слоёв графена. Если B-подрешётка второго слоя расположена над подрешёткой A первого слоя (так называемая упаковка Бернала, аналогичная графиту), то слои расположены на расстоянии около 0,335 нм, благодаря чему электроны из одного слоя графена могут туннелировать в другой. При таком расположении слоёв они повёрнуты на 60 градусов относительно друг друга, и элементарную ячейку можно выбрать как для графена, но с четырьмя атомами в ней. Туннелирование между слоями приводит к гораздо более сложному, отличному от графена, но всё ещё бесщелевому спектру. Транспортные свойства двухслойного графена были впервые исследованы в Манчестерском университете в лаборатории А. Гейма. Оказалось, что меняя концентрацию в отдельном слое, можно создать электрическое поле между слоями, которое приводит к формированию запрещённой зоны. Сложность создания запрещённой зоны в графене и относительная свобода для этого в двухслойном графене позволила говорить о том, что графен стал ближе к тому, чтобы сравниться с кремнием в технологии.
Свойства двухслойного графена зависят от угла разориентации между плоскостей. Любой поворот приводит к возникновению новой зонной структуры отличной от графена. Причём теоретически существуют «магические» углы, при которых скорость Ферми становится нулевой и возникает плоская зона, то есть значительная область зоны Бриллюэна, где производная энергии по волновому вектору обращается в ноль. Такая зона приводит к возникновению сверхпроводимости в двухслойном графене, как и было продемонстрировано экспериментально в марте 2018 года группой учёных из Массачусетского технологического университета.

### Лаборатории
- Condensed Matter Physics Group (англ.). The University of Manchester. Дата обращения: 28 октября 2012. Архивировано 19 января 2013 года.

- Kim Group Home page (англ.). Columbia University. Дата обращения: 28 октября 2012. Архивировано 19 января 2013 года.
- Andrei Group (англ.). Rutgers,  The State University of New Jersey. Дата обращения: 28 октября 2012. Архивировано 19 января 2013 года.

- Nanomaterials and Spectroscopy Group (англ.). University of Cambridge. Дата обращения: 28 октября 2012. Архивировано 19 января 2013 года.

### Компании
- Graphene Square (англ.). Дата обращения: 28 октября 2012. Архивировано 19 января 2013 года.
- Graphene Supermarket (англ.). Дата обращения: 28 октября 2012. Архивировано 8 августа 2013 года.
- Graphene Industries (англ.). Дата обращения: 28 октября 2012. Архивировано 19 января 2013 года.